# Bennie and the Jets
« Bennie and the Jets » (parfois écrit « Benny & the Jets ») est une chanson écrite par Elton John et Bernie Taupin. Elle apparaît pour la première fois sur l'album Goodbye Yellow Brick Road en 1973. "Bennie and the Jets" est l'une des chansons les plus populaires d'Elton John et il l'interprète à Live Aid.
Le morceau rencontre un énorme succès aux États-Unis et au Canada à sa sortie en 1974 en face A et avec l'orthographe Bennie. Dans la plupart des pays, le morceau sort en face B de Candle in the Wind avec l'orthographe Benny. La pochette de l'album répertorie systématiquement la chanson comme « Bennie », et l'album vinyle arbore « Bennie » ou « Benny » selon les pays. Le morceau sort en face A au Royaume-Uni en 1976 sous le nom « Benny and the Jets ».
Elle est classée 371e sur la liste Rolling Stone des 500 plus grandes chansons de tous les temps.

## Production
Produite par Gus Dudgeon, la chanson est enregistrée lors des sessions Goodbye Yellow Brick Road en France aux Strawberry Studios du Château d'Hérouville où Elton John et Bernie Taupin ont enregistré leurs deux précédents albums, Honky Château et Don't Shoot Me I'm only the Piano Player.
La chanson est enregistrée en studio, avec des effets sonores de concert ajoutés plus tard. Le producteur Gus Dudgeon explique que c'est dû à une erreur d'Elton John, qui a appuyé sur une touche du piano exactement une mesure avant le début de la chanson. Écoutant l'enregistrement, Dudgeon et l'ingénieur du son David Hentschel se disent que c'est le genre de choses que fait un musicien en concert et décident d'en faire une fausse chanson live.
Ils mixent les sons d'un concert de 1972 au Royal Festival Hall et d'un concert de Jimi Hendrix en 1970 à l'île de Wight. La chanson inclut aussi une série de sifflets d'un concert de Vancouver, ainsi que des applaudissements et divers cris.

## Accueil

### Ventes
La chanson est la dernière de la face A du LP Goodbye Yellow Brick Road, et John s'oppose à sa sortie en single, pensant que ce sera un échec commercial. La station CKLW à Windsor commence à diffuser massivement la chanson et elle domine le marché à Détroit.
Cette attention incite d'autres stations américaines et canadiennes à diffuser la chanson. La chanson culmine en conséquence à la première place du classement américain des singles en 1974. Aux États-Unis, il est certifié Or le 8 avril 1974 et Platine le 13 septembre 1995 par la RIAA.
Bennie and the Jets est le premier hit du Top 40 d'Elton John sur ce qui s'appelait à l'époque le palmarès Billboard Hot Soul Singles, où il culmine au 15e rang, qui restera le meilleur rang de sa carrière dans ce classement. Cette catégorisation de la chanson permet à l'artiste d'être invité dans l'édition du 17 mai 1975 de Soul Train, où il joue Bennie and the Jets et Philadelphia Freedom. Au Canada, il occupe la première place du classement national des singles RPM pendant deux semaines (du 13 au 20 avril), devenant son premier single no 1 de 1974 et le quatrième de sa carrière,.

### Accueil critique
Cash Box déclare que « la chanson est puissante et mérite chaque seconde de ses 5 minutes et 10 secondes ».

### Équipe
- Elton John – piano, orgue Farfisa, chant
- Davey Johnstone – guitares acoustique et électrique
- Dee Murray – basse
- Nigel Olsson – batterie

## Clip musical
En mai 2017, un clip officiel de Bennie and the Jets est présenté en avant-première au Festival de Cannes. C'est le clip ayant remporté la compétition Elton John: The Cut, organisée en partenariat avec AKQA, Pulse Films et YouTube en l'honneur du cinquantième anniversaire de sa relation d'auteur-compositeur avec Bernie Taupin. Le concours invite des cinéastes indépendants à soumettre des clips vidéo pour l'une des trois chansons d'Elton John des années 1970, chaque chanson ayant sa propre catégorie. Bennie and the Jets a pour contrainte une chorégraphie soignée, et le clip est réalisé par Jack Whiteley et Laura Brownhill. La vidéo est influencée par les débuts du cinéma et par le travail de Busby Berkeley, montrant des personnages auditionnant pour Bennie,.

## Postérité

### Reprises
- Les Beastie Boys sortent une reprise de cette chanson sur leur album The Sounds of Science en 1999[14]. La chanson, intitulée « Benny and the Jets », est chantée par Biz Markie. Cet enregistrementest publié pour la première fois en 1995 sous forme de disque flexi dans le numéro deux du magazine Grand Royal des Beastie Boys[15].
- Mary J. Blige utilise de nombreux éléments du refrain au piano de « Bennie and the Jets » sur la chanson Deep Inside de son album Mary en 1999[16].
- Miguel et le rappeur Wale enregistrent une reprise de la chanson pour la réédition 2014 de l'album Goodbye Yellow Brick Road, recevant les éloges d'Elton John pour ce travail[17],[18].
- P!nk reprend la chanson avec Logic pour l'album Revamp: Reimagining the Songs of Elton John & Bernie Taupin.
- Les Red Hot Chili Peppers créditent Elton John et Bernie Taupin comme auteurs-compositeurs sur leur chanson Sick Love, dont les accords sont inspirés[19].